# Will Hoebee

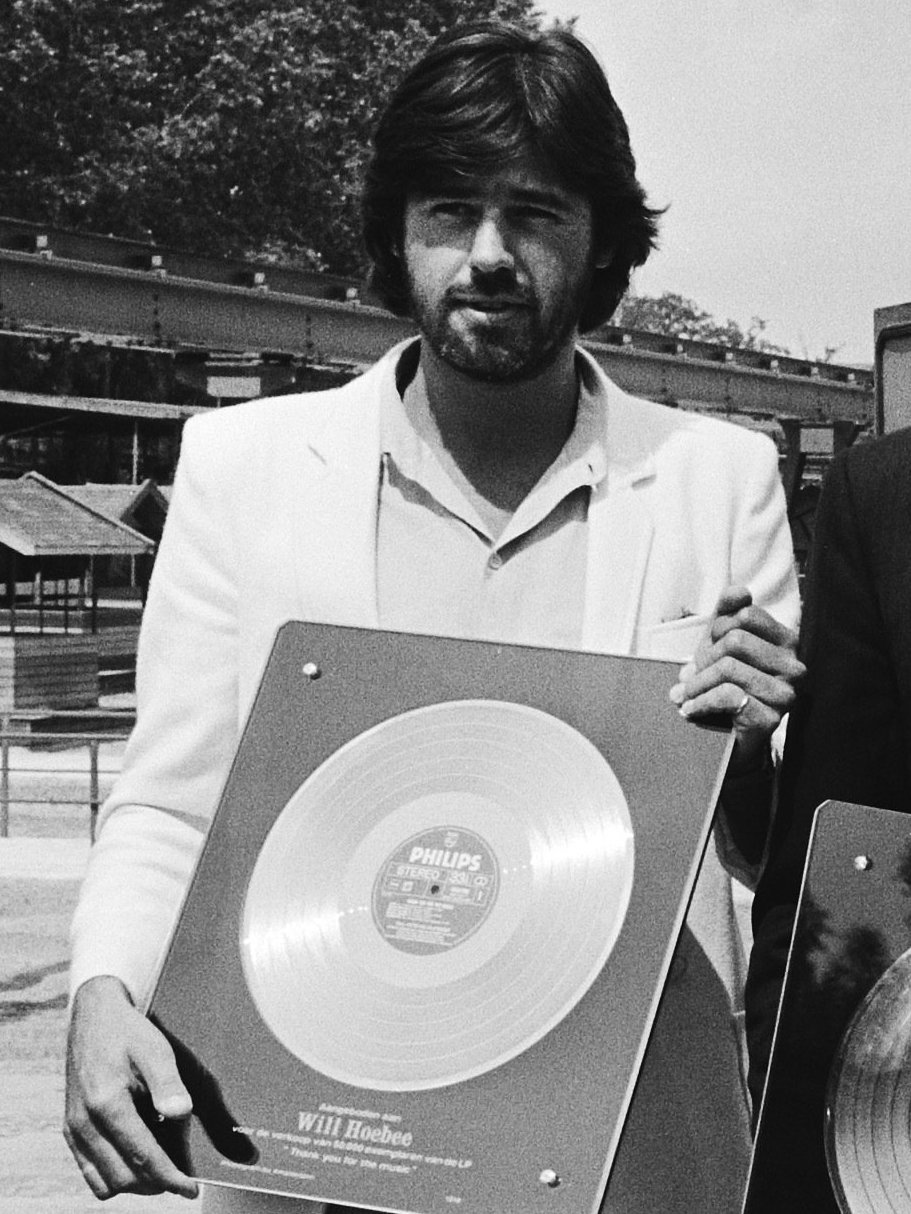
Will Hoebee met gouden platen, 1979

Will Hoebee (Hilversum, 29 juni 1947 – Hasselt, 10 juni 2012) was een Nederlands muziekproducent. 
Hoebee begon zijn loopbaan bij de AVRO op de postkamer. Hans Kemna en Herman Stok zagen wel wat in hem als voorbereider van radioprogramma's. Bij de VPRO was hij betrokken bij de Hilversum 3 Top 30, gepresenteerd door Joost den Draaijer.
Door zijn productiewerk bij de radio kwam hij in contact met pluggers van platenlabels, die hun product probeerden te verkopen. Hij trad vervolgens bij diezelfde platenlabels in dienst; eerst bij Ariola Records en later bij Phonogram. Bij Phonogram ging hij samenwerken met Peter Koelewijn en zijn eerste product was een single van Kiki & Pearly, Patrick mon chérie. In de loop der jaren werkte hij met diverse nationale artiesten waaronder Saskia & Serge, Rob de Nijs,  Anny Schilder en André van Duin. Hij werkte tevens met internationale zangers als Nana Mouskouri en Vicky Leandros, die onder zijn leiding platen opnamen. Het grootste internationale succes had hij met Gheorghe Zamfir, de panfluitspeler. In Nederland was dat met Luv', waarin Hoebees (latere) echtgenote, José Hoebee, zong. 
Hoebee overleed in juni 2012 op 64-jarige leeftijd aan darmkanker.